# Лемер, Мадлен
Мадле́н Лёме́р (фр. Madeleine Lemaire, 1845 — 8 апреля 1928, Париж) — французская художница, специализировавшаяся в изображении цветов и жанровой живописи. Во время Прекрасной эпохи была названа императрицей роз.

## Биография и творчество
Мадлен Лёмер содержала салон в своём особняке в доме № 31 по улице Монсо в Париже (VIII округ), где собирала французских и европейских деятелей культуры, аристократов и политиков. Среди её гостей часто бывали великая княгиня Мария Павловна, принцесса Бонапарт, графиня Греффюль, герцогиня д'Юзес, графиня де Пурталес, герцог и герцогиня де Ларошфуко, Марсель Пруст (который вывел её как мадам Вердюрен в своём романе «В поисках утраченного времени», а её акварели иллюстрировали его первую книгу «Забавы и дни»), Рейнальдо Ан, Викторьен Сарду, Ги де Мопассан, Поль Бурже, Франсуа Коппе, поэт Робер де Монтескью, композиторы Камиль Сен-Санс, Жюль Массне, оперная певица Мария Ван Зандт, знаменитые актёры Сара Бернар, Режан, Люсьен Гитри, художники Жан-Луи Форен, Пюви де Шаванн, Детайль, Бонна, Мадрасо, Антонио де ла Гандара, политики Поль Дешанель, Раймон Пуанкаре, Эмиль Лубе, послы России, Италии, Германии, генералы и др.
У неё была история любви с Александром Дюма сыном, который сказал: «После Бога именно она создала больше всех роз».
Мадлен Лёмер также является автором иллюстраций к романам «Утехи и дни» (1896) Марселя Пруста, «Аббат Константин» (887) Людовика Галеви, «Флирт» (1890) Поля Эрвье и стихам французского писателя-эстета Робера де Монтескью.
Лёмер вместе с художницей Луизой Бреслау стала одной из двух женщин-членов Национального общества изящных искусств, воссозданного в 1890 году Эрнестом Мейссонье совместно с Огюстом Роденом, Жюлем Далу и Пьером Пюви де Шаванном.
Мадлен Лёмер входила в состав делегации французских женщин-художников на Всемирной выставке 1893 года в Чикаго, представленной в «Женском павильоне». Она исполнила официальный плакат и обложку каталога.
В 1906 году Мадлен Лёмер была награждена Орденом Почётного легиона.

## Галерея
- Плакат Мадлен Лемер «Искусство и рукоделие в Женском павильоне», Всемирная выставка 1893 года
- Музыкальный момент
- Розы
- Oфелия (1880)
- Сладострастие